# Бегемот (пещера)
Бегемо́т — пещера, расположенная в Адыгее, в горном массиве Фишт. Протяжённость 200 м, проектировочная длина 65 м, глубина 175 м, площадь 250 м², объём 2800 м³. Названа в честь животного семейства бегемотовых. Открыта для экскурсий и является одним из самых посещаемых туристических объектов в данной местности.

## Описание
Пещера «Бегемот» располагается на восточном склоне южного плато. Простирается на 235 градусов в сторону юга в виде падающей наклонной трещины. Входной колодец размером 20 м вскрывает плоскость этой трещины, открывая доступ в пробурённую на её месте шахту 155-метровой глубины. На северной стене данной шахты имеется ряд уступов, на которых скапливаются твёрдые водные осадки (снег) различных размеров. Заканчивается полость узкой щелью, заваленной камнями.
На глубинах более 100 м начинается капёж.

## История исследования
В 1978 году пещера обнаружена и исследована экспедицией Центральной секции спелеотуризма (Екатеринбург, Москва, Челябинск) под руководством А. Ф. Рыжкова, С. И. Голубева, Ю. Е. Лобанова.